# Yousra
Yousra (àrab: يسرا, Yusrā; /ˈjɔːsrə/), nascuda Sivin Nesim (àrab: سيڤين حافظ نسيم, Sīvīn Ḥāfiẓ Nisīm) (Alexandria, 10 de març de 1955) és una actriu i cantant egípcia. Es considera una icona glamurosa per a l'Orient Mitjà i és una veu influent a la regió.

## Carrera
Al llarg de la seva carrera, Yousra ha participat, com a actriu principal, en 81 pel·lícules de cinema, vint sèries dramàtiques i tres espectacles de teatre en directe. Va aparèixer per primera vegada a la pel·lícula de 1980 Athkiya' Laken Aghbiya (Smart yet Stupid). Després va interpretar molts papers amb aspectes diferents: entremaliat, tranquil, dòcil o maliciós. Yousra va participar en comèdia, drama i entreteniment: Kasr Fi El Hawaa (Castle In the Air) d’Abdel Halim Nasr el 1980; Fatah Tabhath Ann Alhob (A Girl Looking for Love) de Nader Galal el 1977; Alf Bossa Wa Bossa (A Thousand and One Kisses) de Mohamed Abdel Aziz el 1977; Ebtessama Waheda Takfi (One Smile is Enough) de Mohamed Bassiyouni el 1978, per esmentar-ne unes quantes.
Aquests van ser seguits per una sèrie de pel·lícules d'èxit amb Adel Emam com ara: Shabab Yarkoss Fawk Alnar (Youth Dancing on Fire) de Yehiya Al Alamy el 1978; Al Ensan Yaeesh Mara Waheda (Man Only Lives Once) de Simone Saleh el 1981; Ala Bab Al Wazeer (At the Door of the Minister) de Mohamed Abdel Aziz el 1982; Al Avocato (The Lawyer) de Raafat Al Mihi el 1984; Al Ins Wa Algen de Mohamed Radi el 1985; i Karakoun Fi El Shareih. El duet d'Adel Imam i Yousra, sempre feia una pel·lícula interessant amb missatge i moltes rialles. Després va tenir l'oportunitat d'actuar al costat de Salah Zulfikar a Imra'a Lil Asaf (Desafortunadament dona) el 1988.
Més tard, Adel Emam i Yousra van treballar junts en tres pel·lícules diferents: Al Mansi (The Forgotten), Al-Irhab wal kabab (Terrorism and Kebab), i Toyour Al Zalam (Ocells de la foscor). A les tres pel·lícules, la comèdia es va utilitzar per transmetre un missatge polític subjacent a grans crítiques i elogis del públic.

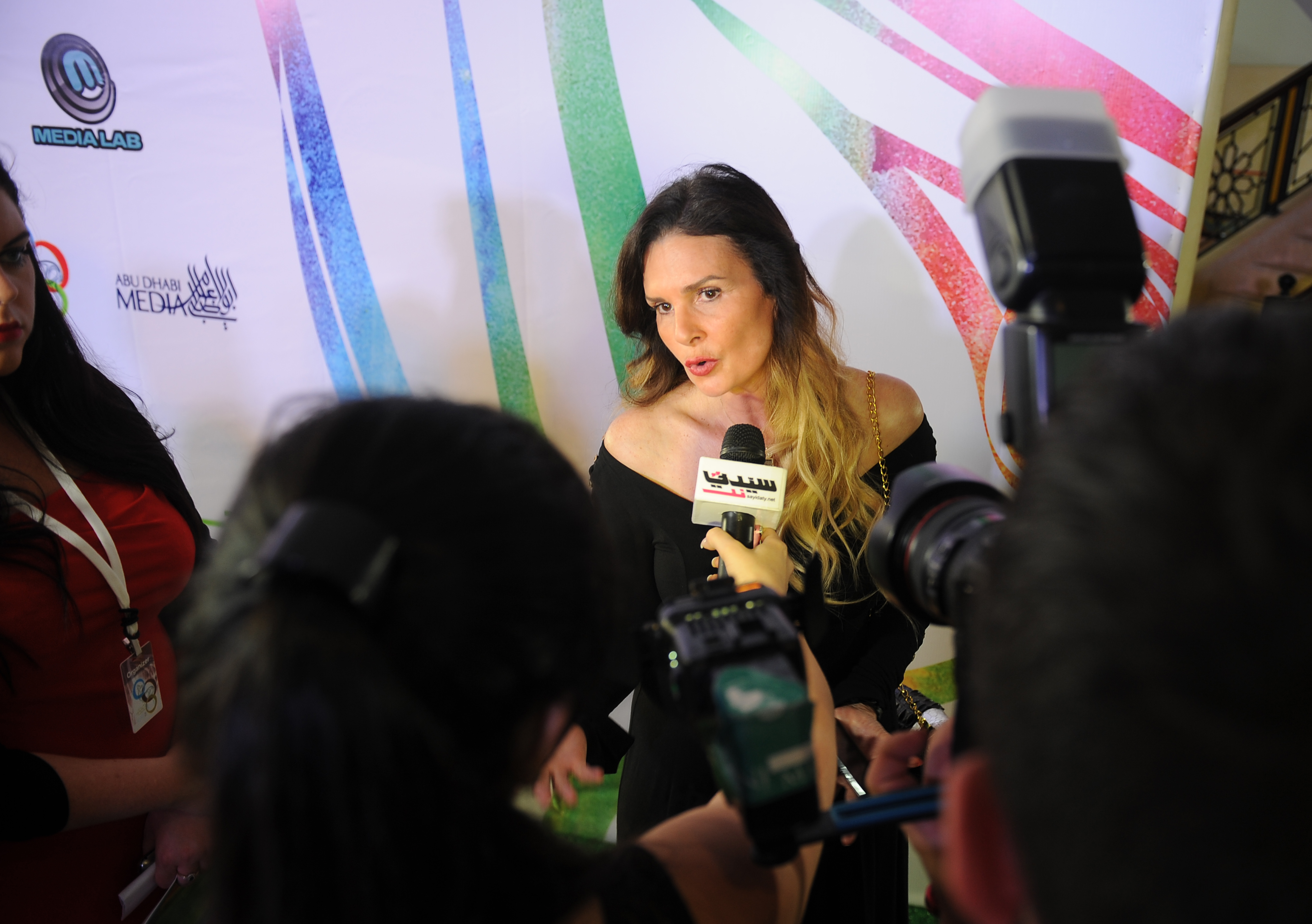
Yousra el 2013

Una de les fites més importants en la carrera de Yousra va ser treballar amb el famós director egipci Youssef Chahine. Va actuar a Hadduta Masreya (Història egípcia) de Chahine el 1982, Iskanderiya Kaman we Kaman (Alexandria Again and Again) el 1990, i Al-Mohager (The Emigrant) a 1994. Yousra va quedar molt impressionat amb el treball de Chahine, afirmant: «Youssef Chahine em va afectar nivell personal i professional. És una escola per a qualsevol que treballi amb ell».
Yousra va fer populars alguns dels drames de televisió en sèrie durant el Ramadà, inclòs Ahlam 'Adiya (Somnis ordinaris) del 2005. Va retratar una emprenedora estafadora en el que la versió anglesa del diari egipci Al-Ahram va anomenar «una desviació important del personatge habitual de la pantalla de Ramadà de l'estrella, que s'ha tocat constantment. el romàntic i el modest».
El 2006, va tenir un paper secundari a The Yacoubian Building, una adaptació plena d'estrelles de la novel·la del mateix nom. Es diu que la pel·lícula va tenir el pressupost més alt de qualsevol producció egípcia fins ara. Interpretant una animadora que treballa en un restaurant, Yousra, segons Variety, «sense esforç remou aigües emocionals antigues quan canta La vie en rose».
Yousra va llançar el seu primer àlbum vocal el 2002. Va aparèixer al single d'Abu 3 Daqat el 2017.
El 2018, va actuar a Ladayna Akwalon Okhra (Tenim una altra declaració). El 2019, Yousra i Saba Mubarak van protagonitzar una sessió de fotos per a Harper's Bazaar Arabia, i ambdues actrius àrabs portaven vestits de nit elegants.
El 2020, va protagonitzar Saheb Al Maqam, la seva primera pel·lícula en vuit anys.

## Vida personal

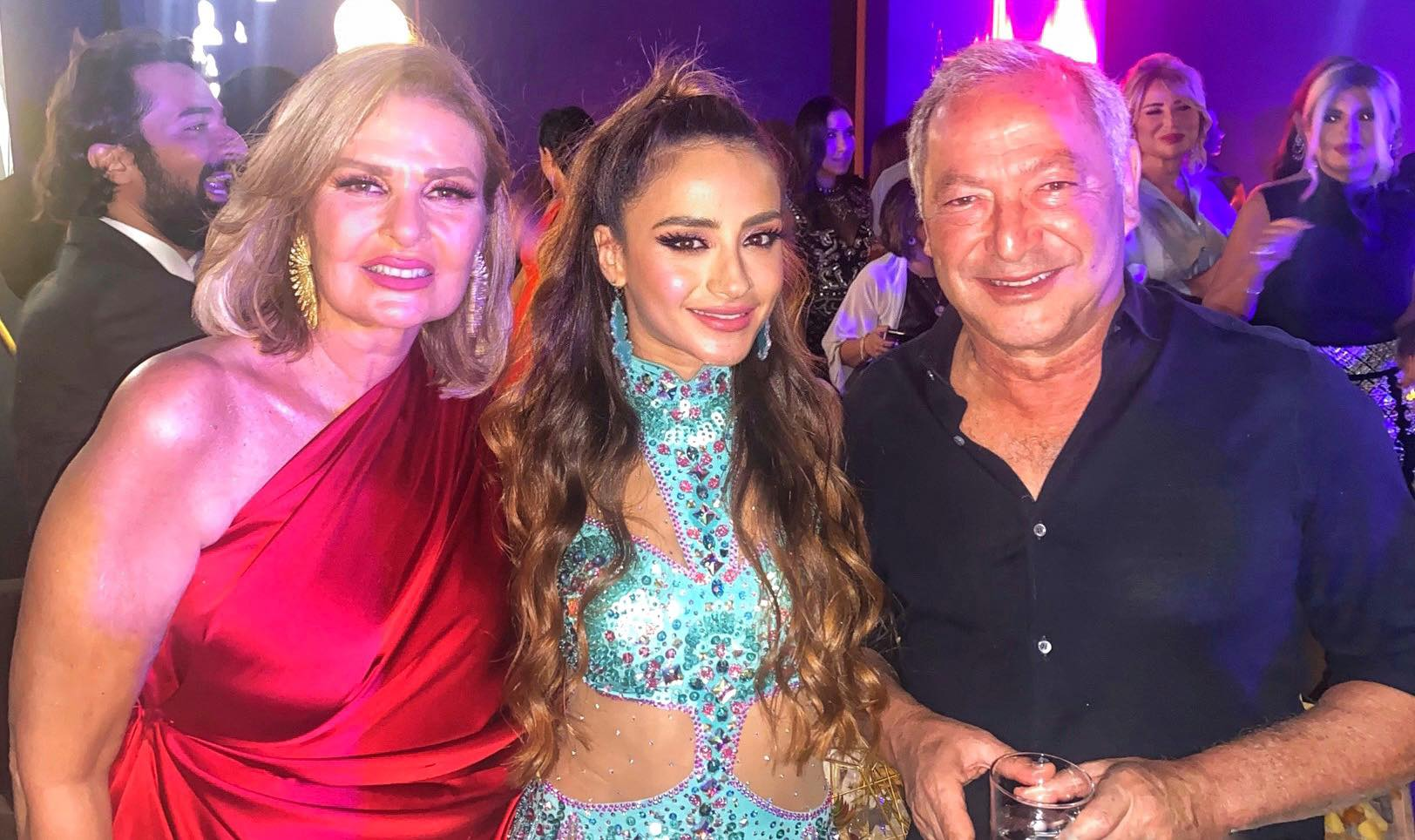
Yousra el 2021

Yousra és la cunyada de l'actor Hesham Selim, fill del famós futbolista egipci, actor i expresident d'Al Ahly, Saleh Selim i esposa de Khaled Selim.
No té fills.

## Opinions polítiques
Malgrat tots els problemes i la tensió entre Algèria i Egipte després de la disputa de la Copa del Món Egipte-Algèria de 2009, l'actriu egípcia Yousra va animar a Algèria a la Copa del Món que es va celebrar a Sud-àfrica. Ella i Omar Sharif van organitzar inicialment una protesta contra Algèria després que Algèria acusés Egipte de mala conducta durant el partit de futbol Algèria-Egipte.

## Filmografia
| Any  | Pel·lícula                   | Títol internacional                        |
| ---- | ---------------------------- | ------------------------------------------ |
| 1999 | Kalam El Leil                | The Night talk                             |
| 1977 | Fatah Tabhath Aan Al-Hob     | A Girl Searching For Love                  |
| 1978 | Ebtesama                     | Smile                                      |
| 1978 | Shabab Yarkos Fawqa An-Nar   | Youths Dancing on Fire                     |
| 1979 | Ushaq Al-Eshreen             | Lovers under 20                            |
| 1980 | Amal Eh El-Hob Fi Baba       | What did Love Do for Dad?                  |
| 1980 | Qasr fi Al-Hawaa             | A Mansion on Air                           |
| 1981 | Leilat Shitaa Dafeia         | A Warm Winter Night                        |
| 1981 | El Insaan Yaeesh Mara Waheda | Man Is Living Once                         |
| 1981 | Karakoon Fi El Sharea        | A Prison in the Street                     |
| 1982 | Shitan Al-Gazeera            | Island's Devil                             |
| 1982 | Ala bab Al-Wazeer            | At Minister's Door                         |
| 1982 | Hadoota Masriyyia            | Egyptian story                             |
| 1984 | Al-Tha'r                     | Revenge                                    |
| 1984 | Al Avocato                   | The Lawyer                                 |
| 1984 | La Tasalny Man Ana           | Don't Ask Me Who I am!                     |
| 1985 | Al Ins Wal Gen               | Men and Jen                                |
| 1985 | As-Saaleeq                   | The Servants                               |
| 1985 | Shaqat Al Ostaz Hasan        | Mr. Hasan's flat                           |
| 1986 | Al Bedaya                    | The Beginning                              |
| 1986 | Al Galsa Al Serriya          | The Secret Meeting                         |
| 1986 | Abl El Waddaa                | Before Goodbye                             |
| 1986 | Wasmet Aar                   | Stigma                                     |
| 1987 | At-Taweeza                   | Taweeza                                    |
| 1987 | Al Laeeba                    |                                            |
| 1987 | Sekket En-Nadama             | The Way of Remorse                         |
| 1987 | Asfoor Laho Aneyaab          | Birds' Teeth                               |
| 1987 | Li Adam Kefayet El Adellah   | Insufficient Proofs                        |
| 1987 | Darb el Hawa                 |                                            |
| 1988 | Sarkhet Nadam                | Cry of Remorse                             |
| 1988 | Emra'a Lel Asaf              | Unfortunately Woman                        |
| 1989 | Iskendria Kaman Wi Kaman     | Alexandria Again and Forever               |
| 1989 | Kaboos                       | Nightmare                                  |
| 1990 | El Moolid                    | Mawlid                                     |
| 1990 | Gizeeret El Shaitan          | Devil's Island                             |
| 1991 | Al-Ra'i wal Nisaa            | The Shepherd and the Women                 |
| 1991 | Sayedat Al-Qahira            | Cairo's Mistress                           |
| 1992 | Al-Shares                    | The Fierce                                 |
| 1992 | Emra'a Ayela Lel Soqoot      | A Non-Secure Woman                         |
| 1993 | Al-Mansi                     | The Forgotten                              |
| 1993 | Mercedes                     |                                            |
| 1993 | Al Erhab Wi El-Kabab         | Terrorism and Kebab                        |
| 1993 | Dehk Wa Le'b Wa Gad Wa Hob   | Laugh, entertainment, seriousness and Love |
| 1998 | Dantilla                     |                                            |
| 1994 | Al-Mohager                   | The Immigrant                              |
| 1996 | Teyoor Ez-Zalaam             | The Birds of Darkness                      |
| 1996 | Nazwa                        | Lust                                       |
| 1997 | Eish El-Ghoraab              |                                            |
| 1998 | Resala Ela Al-Wali           | A Message to the Wāli                      |
| 2001 | Al-Asefa                     | The Tempest                                |
| 2001 | Al-Warda Al-Hamra            | Red Rose                                   |
| 2002 | Ma'ali al Wazir              | The Minister's Excellency                  |
| 2004 | Iskendria New York           | Alexandria... New York                     |
| 2005 | Kalam Fil Hob                | Talk in Love                               |
| 2005 | Dam El Ghazaal               | Gazelle's blood                            |
| 2006 | Emaret Yaccobian             | The Yacoubian Building                     |
| 2006 | Mateegy Nor'os               | Let's Dance                                |
| 2009 | Bobbos                       |                                            |
| 2012 | Game Over                    |                                            |
| 2020 | Saheb Al Maqam               | Dignitary                                  |

## Televisió
| Any  | Títol                   | Títol internacional        | Paper                          |
| ---- | ----------------------- | -------------------------- | ------------------------------ |
| 1979 | Anf we 3 Eyion          | Nose and 3 Eyes            | Amina                          |
| 1994 | Rafat Al-Haggan         | Rafat Al-Haggan (Name)     | Helen Samhoon                  |
| 1996 | Hayat El-Gohari         | Al Gohari's Life           | Hayat                          |
| 2000 | Awan El Ward            | Flowers Time               | Amal                           |
| 2002 | Ayna Qalbi              | Where Is My Heart          | Faten                          |
| 2003 | Malak Rohi              | Angel of My Soul           | Malak                          |
| 2004 | Leqa Ala el hawa-       | Leqaa On Air               | Leqa                           |
| 2005 | Ahlam el 3adea          | Normal Dreams              | Nadia Anzaha                   |
| 2006 | Lahazat Harega          | Critical Moments           | Sarah                          |
| 2007 | Adiyyeit Raie Aam       | A Matter of Public Opinion | Abla                           |
| 2008 | Fi Aydee Amina          | In Safe Hands              | Amina                          |
| 2009 | Khas Giddan             | Up Close and Personal      | Dr. Sherifa                    |
| 2010 | El Arabi maa Yousra     | The Arab with Yousra       | Herself                        |
| 2010 | Bel Shamaa Al-Ahmar     | In Red Wax                 | Dr. Fatma                      |
| 2012 | Sharbat Louz            | Sharbat Louz               | Sharbat                        |
| 2014 | Saraya Abdeen           | Abdeen Palace              | Khoshyar Hanim/ El Walda Pasha |
| 2016 | Fo'k Mostawa ElShobohat | Above Suspicion            | Dr. Rahma                      |
| 2017 | El Hesab Ygm3           | A Score to Settle          | Na'eema                        |
| 2018 | Awalem Khafeya          | Star guest                 | Yousra                         |
| 2018 | Ladayna Akwalon Okhra   | We Have Further Comments   | Amira Mansour                  |
| 2020 | Kheyanet Ahd            | Ahd's betrayal             | Ahed                           |
| 2021 | Harab Ahelya            | Civil War                  | Mariam                         |
| 2022 | Ahlam Saeda             | Sweet Dreams               | Farida                         |